# Gmünd (Baja Austria)
Gmünd es una ciudad, capital del distrito del mismo nombre, en Baja Austria. Es un importante punto de paso, tanto ferroviario como viario, a la República Checa, y se encuentra situada al lado del parque natural Blockheide.

## Historia
La ciudad está situada en el punto de confluencia del Lainsitz y el arroyo de Braunau. Su nombre aparece citado ya en un tratado entre Bohemia y Austria del año 1179, como concurus duorum rivulorum (confluencia de dos riachuelos) y el poblamiento de la zona se produjo en la segunda mitad del siglo XII. El palacio fue construido en el siglo XVI y hoy en día está rodeado de un Parque Inglés.
En el año 1914 se construyó al sur de la ciudad un campo de refugiados para deportados de los países de los Cárpatos. Se llegó a recluir hasta a 30.000 personas, y estuvo en pie hasta 1919. En el lugar que ocupaba surgió la ciudad nueva, llamada Gmünd II.
Un momento importante en la historia económica de la ciudad lo constituyó la apertura en 1869 de la estación de Francisco José en Viena, para la línea hacia Praga y Budweis. En Gmünd se encontraba el taller principal de la línea, lo que unido al propio paso del ferrocarril, contribuyó a un cierto florecimiento de la ciudad. 

### Gmünd dividido

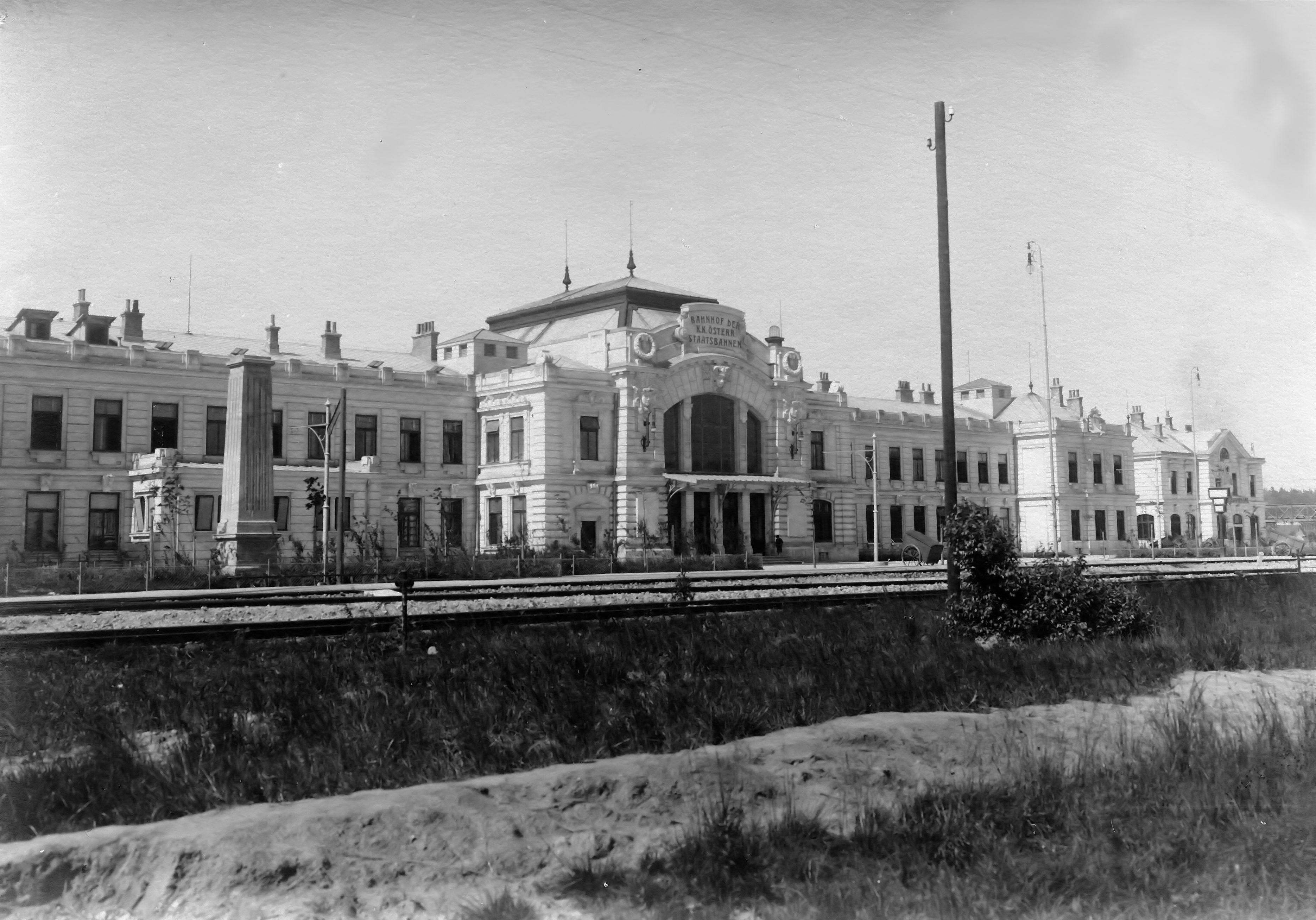
La estación de Gmünd hacia 1900.

Tras el desmembramiento del Imperio austrohúngaro en 1918 Gmünd se convirtió en una ciudad dividida, pues la parte del norte de Gmünd quedó en el lado checo y recibe desde 1920 el nombre de České Velenice. La parte checa se quedaba además con la estación, por lo que en la parte austríaca hubo que construir una nueva, tarea que se completaría en 1922. La división quedaría sin efectos durante el período 1938-1945, pues todo el territorio se encontraba bajo dominio nazi y la parte entonces checa se reintegraría en la llamada Marca Oriental (Ostmark). Pero, la situación volvería a la división establecida en 1920 una vez terminada la guerra en 1945.

### Desarrollo demográfico
Según el censo de 2001 había 5861 habitantes, frente a los 6028 que había sido consignados en 1991, los 6417 de 1981 y los 7243 de 1971.

## Lugares de interés turístico

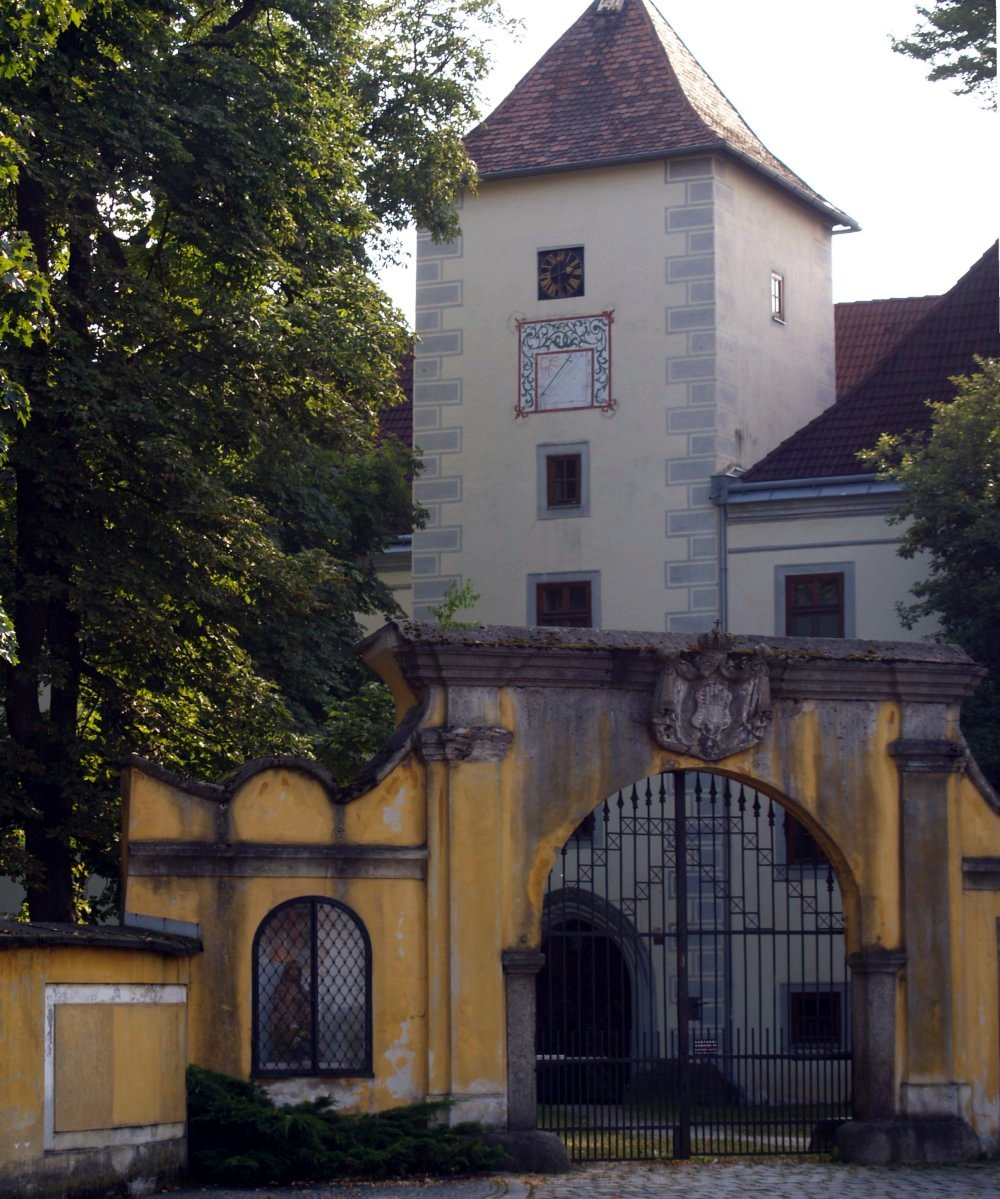
Palacio de Gmünd. Acceso desde la plaza central.

En el casco antiguo de la ciudad se pueden encontrar algunos edificios de un cierto valor histórico, como son las casas de sgraffito en la plaza central, del siglo XVI, y que son similares a las que también se pueden ver en Weitra. También es esta plaza se encuentra el antiguo ayuntamiento, que hoy en día acoge el museo de la ciudad. En Gmünd también se encuentran algunos monumentos de carácter religioso, pues la ciudad es sede de tres parroquias. La iglesia más antigua es la Iglesia de San Estebán también en la plaza central. Los cimientos son del siglo XII o XIII. A principios del siglo XX se construyó una iglesia evangélica, y ya en 1953 vio la luz una enorme iglesia del Corazón de Jesús. Especialmente llamativo es sobre todo el parque natural de Blockheide al que se puede acceder desde la salida de la ciudad. 

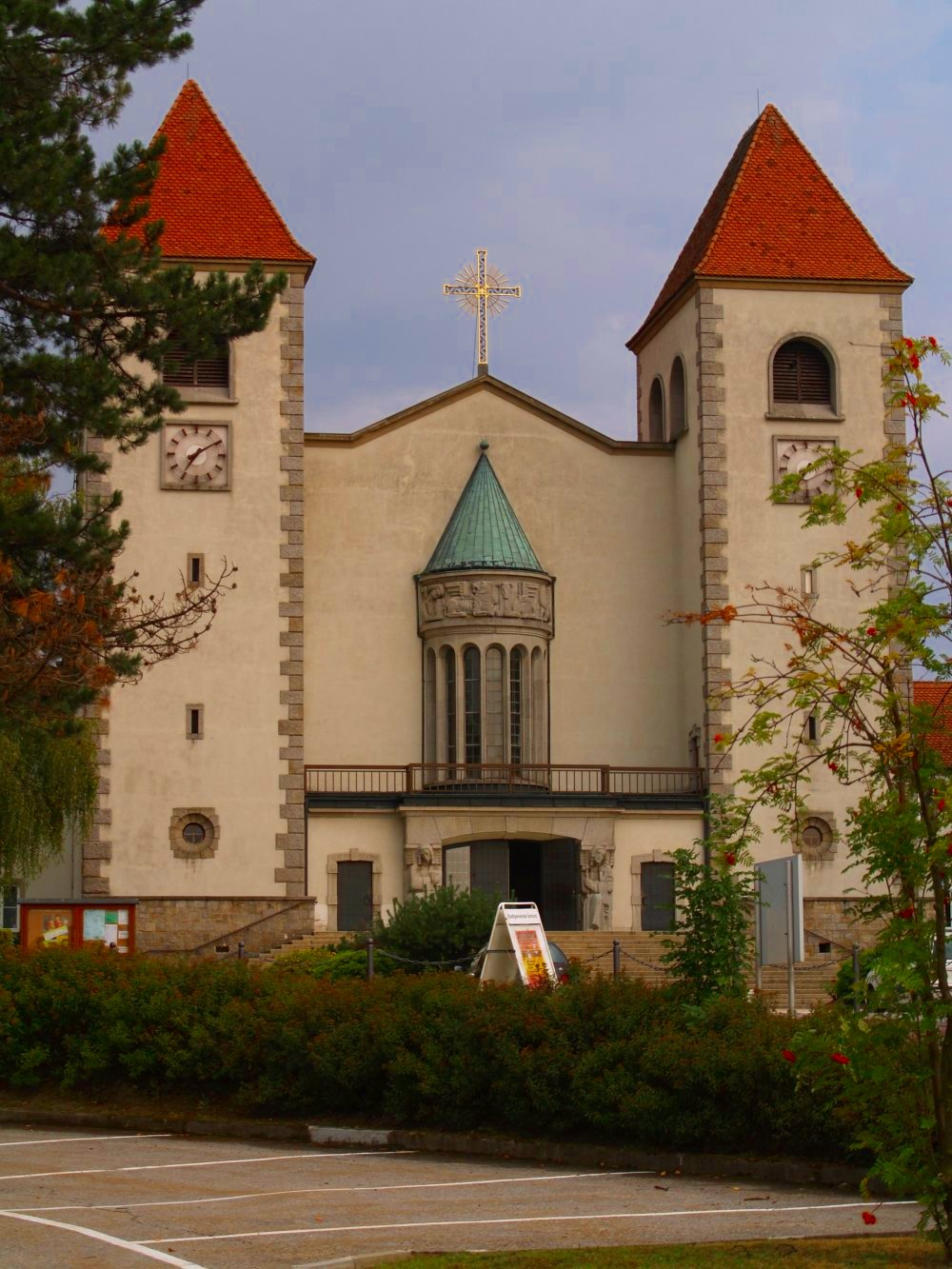
Iglesia del Corazón de Jesús en Gmünd.

## Hermanamientos
La ciudad de Gmünd está hermanada con la de Osnabrück, (Alemania) desde 1971.